# Ängholmens varv
Ängholmens varv, är en svensk marina och tidigare båtvarv på Ängholmen i Långedrag i Göteborg.
Ängholmens varv grundades vid mitten av 1800-talet av Lotsverket. Det ägdes från 1905 av lotsarna vid Ängholmens lotsstation. Varvet byggde framför allt mindre träbåtar som lotsbåtar och räddningsbåtar. 
Janne Jacobsson, som var verkmästare vid varvet, konstruerade 1913 lottbåten för ungdomar Joyce för Göteborgs Kungliga Segelsällskap, den som senare blev mallad för typbåten Stjärnbåten. Motoryachten och inomskärskryssaren Matchless byggdes 1916 som Trollet för direktören Harald Holmberg på Göteborgs Tändsticksfabrik. Konstruktör var Janne Jacobsson.
Åren 1931–1962 drevs varvet som ett underhålls- och reparationsvarv under namnet Ängholmens Yacht & Motorbåtsvarv och 1962–1987 som Ängholmens Varvs AB. Det blev därefter Ängsholmens Marina AB under Nautor AB. Sedan 1996 ägs det av Västvarv.